# 2015-ös argentínai általános választás
A 2015-ös argentínai általános választásra 2015. október 25-én került sor. Ezen a napon Argentínában elnökválalasztást rendeztek, 8 tartományban megválasztottak összesen 24 szenátort (a szenátus egyharmadát), az összes tartományban képviselőket választottak (összesen 130 képviselőt, a képviselőház tagjainak felét), valamint helyi választásokat tartottak a 23 tartományból 11-ben. Az elnökválasztás második fordulóját november 22-én tartották, a győztes Mauricio Macri lett.

## Elnökválasztás

### Alkotmányos háttér
Az ország élén nyolc éve Cristina Fernández de Kirchner állt, aki férjét, Néstor Kirchnert váltotta az elnöki székben 2007-ben. Fernández de Kirchnert férje halála után 2011-ben újraválasztották, és így az alkotmány rendelkezése szerint most nem indulhat a választáson.

### Előválasztás
Argentínában az elnökválasztáson jelöltet indítani kívánó pártoknak a választási törvény előírása szerint egyidejű és mindenki számára nyitott előválasztáson kell kiválasztaniuk a jelöltjüket. Ezen a részvétel minden 18 és 69 év közötti szavazópolgárnak kötelező. A jelöltek kiválasztásán túl az előválasztásank az is funkciója, melyik jelöltnek várhatólag mekkora a támogatottsága. A 2015-ös előválasztásra augusztus 9-én került sor.

### Jelöltek
Az elnökválasztáson hat párt jelöltje indult:
- Frente para la Victoria (Front a Győzelemért): Daniel Scioli, Buenos Aires tartomány kormányzója
- PRO: Mauricio Macri, Buenos Aires főpolgármestere
- Frente Renovador (A Megújulás Frontja): Sergio Massa, Buenos Aires képviselője a parlamentben
- Frente Amplio Progresista (Haladó Egységfront): Margarita Stolbizer, Buenos Aires képviselője a parlamentben
- Frente de Izquierda y de los Trabajadores (A Baloldal és a Dolgozók Frontja): Nicolás del Caño
- Frente Justicialista (Igazságpárti Front): Adolfo Rodríguez Saá, San Luis-i szenátor

### Eredmények
Az október 25-i elnökválasztás eredményei a következők:
| Párt                                      | Jelölt                  | Szavazatok | %      |
| ----------------------------------------- | ----------------------- | ---------- | ------ |
| Frente para la Victoria                   | Daniel Scioli           | 9 338 449  | 37,08% |
| PRO                                       | Mauricio Macri          | 8 601 063  | 34,15% |
| Frente Renovador                          | Sergio Massa            | 5 386 965  | 21,39% |
| Frente de Izquierda y de los Trabajadores | Nicolás del Caño        | 812 530    | 3,23%  |
| Frente Amplio Progresista                 | Margarita Stolbizer     | 632 551    | 2,51%  |
| Frente Justicialista                      | Adolfo Rodríguez Saá    | 412 557    | 1,64%  |
|                                           |                         |            |        |
| Érvényes szavazatok                       | Érvényes szavazatok     | 25 184 135 | 96,68% |
|                                           |                         |            |        |
| Összes szavazó (81,23%)                   | Összes szavazó (81,23%) | 26 048 320 | 100%   |
| Szavazásra jogosultak                     | Szavazásra jogosultak   | 32 067 641 |        |

### Második forduló
A szabályok értelmében ha az elnökválasztás első helyezettje legalább a szavazatok 45 százalékát megszerzi, vagy 40-44%-os eredményt ér el, de a második helyezettnél legalább 10 százalékponttal jobb eredményt ér el, akkor az illető jelölt lesz az elnök. Egyéb esetekben az elnökválasztás második fordulójára kerül sor, amelyen az első két helyezett vesz már csak részt.
A fentiek értelmében második fordulót kellett rendezni Daniel Scioli és Mauricio Macri részvételével. A második fordulóra 2015. november 22-én került sor, a győzelmet a szavazatok 51,34%-ával Mauricio Macri szerezte meg.